# Atli Eðvaldsson
Atli Eðvaldsson (ur. 3 marca 1957 w Reykjavíku, zm. 2 września 2019) – islandzki piłkarz pochodzenia estońskiego występujący na pozycji pomocnika. Jego ojciec Evald Mikson i brat Jóhannes Eðvaldsson to również piłkarze.

## Kariera klubowa
Eðvaldsson zawodową karierę rozpoczynał w 1974 roku w klubie Valur Reykjavík. Przez sześć sezonów zdobył z nim dwa mistrzostwa Islandii (1976, 1978) oraz trzy Puchary Islandii (1974, 1976, 1977).
W 1980 roku przeszedł do niemieckiej Borussii Dortmund. W Bundeslidze zadebiutował 15 sierpnia 1980 roku w wygranym 2:1 meczu z Bayerem Uerdingen, w którym strzelił także gola. Graczem Borussii był przez rok.
We wrześniu 1981 roku Eðvaldsson odszedł do innego pierwszoligowca, Fortuny Düsseldorf. Zadebiutował tam 26 września 1981 roku w wygranym 2:1 pojedynku z VfL Bochum. W sezonie 1982/1983 Eðvaldsson z 21 golami na koncie, ex aequo z Karlem Allgöwerem zajął 2. miejsce w klasyfikacji strzelców Bundesligi (1. miejsce Rudi Völler, 23 bramki). W Fortunie grał przez cztery lata. Łącznie zagrał tam w 122 ligowych meczach i strzelił w nich 38 goli.
W 1985 roku został zawodnikiem Bayeru Uerdingen. Pierwszy raz w jego barwach wystąpił 10 sierpnia 1985 roku w wygranym 1:0 spotkaniu z Bayernem Monachium. W 1986 roku zajął z klubem 3. miejsce w Bundeslidze. W barwach Bayeru rozegrał 72 spotkania i zdobył 10 bramek.
W 1988 roku Eðvaldsson odszedł do TuRU Düsseldorf. W tym samym roku wrócił do Valuru Reykjavík. Tym razem spędził tam rok. Potem był zawodnikiem tureckiego Gençlerbirliği SK, a także Reykjavíkur i HK Kópavogur, w którym w 1994 roku zakończył karierę.

## Kariera reprezentacyjna
W reprezentacji Islandii Eðvaldsson zadebiutował w 1976 roku. Brał udział w eliminacjach do MŚ 1978, ME 1980, MŚ 1982, ME 1984, MŚ 1986, ME 1988 oraz MŚ 1990, jednak na żaden z tych turniejów jego reprezentacja nie awansowała. W drużynie narodowej grał do 1991 roku. Łącznie rozegrał w niej 70 spotkań i zdobył 8 bramek.

## Kariera trenerska
Po zakończeniu kariery Eðvaldsson został trenerem. Jego pierwszym klubem było Vestmannaeyja. Później był szkoleniowcem Fylkir. W latach 1998–1999 trenował Reykjavíkur. W tym czasie zdobył z klubem mistrzostwo Islandii i Puchar Islandii.
Od 1999 do 2003 roku był selekcjonerem reprezentacji Islandii. Prowadzona przez niego reprezentacja uczestniczyła w eliminacjach do euro 2000, mundialu 2002 oraz euro 2004, jednak na żadne z nich nie wywalczyła awansu.